# بیرات‌نگر
بیراتنگار (به لاتین: Biratnagar) یک منطقهٔ مسکونی در نپال است که در استان شماره ۱ واقع شده‌است. بیراتنگار ۷۷ کیلومتر مربع مساحت و ۲۴۲٬۵۴۸ نفر جمعیت دارد و ۸۰ متر بالاتر از سطح دریا واقع شده‌است.